# NGC 1023
NGC 1023 je galaksija u zviježđu Perzej.

## Vanjske poveznice
- SEDS: NGC 1023